# Nick Willis

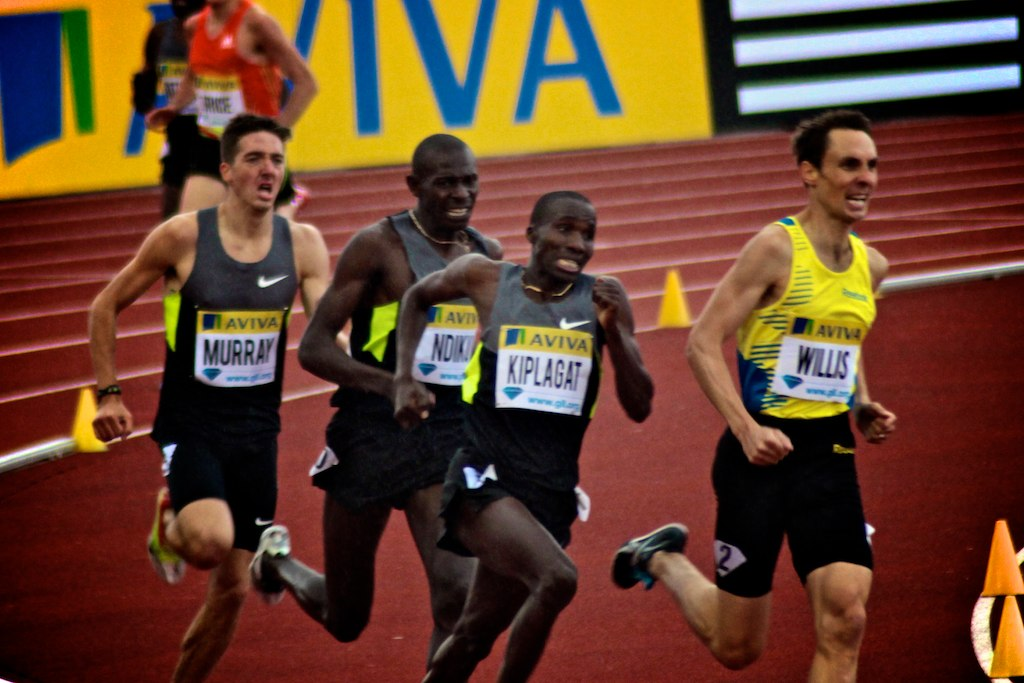
Aan de kop van het veld tijdens The Emsley Carr Mile, onderdeel van het programma van de London Grand Prix in Crystal Palace, 2012.

Nicholas Ian (Nick) Willis (Lower Hutt, 25 april 1983) is een Nieuw-Zeelandse middellangeafstandsloper, die is gespecialiseerd in de 1500 m. Zijn grootste successen zijn de zilveren medaille bij de Olympische Spelen van 2008 en de gouden medaille bij de Gemenebestspelen van 2006.

## Biografie

### Snelste junior op de mijl
Nick Willis is geboren in de Nieuw-Zeelandse stad Lower Hutt in de regio Wellington. Op 20 januari 2001 werd hij de snelste Nieuw-Zeelandse junior ooit op de mijl, met een tijd van 4.01,33.
In 2004 deed Willis voor het eerst mee met de Olympische Spelen. Hij bereikte daar de halve finale bij de 1500 m. De finale miste hij op negentien honderdste van een seconde. Een jaar later bij zijn debuut bij de wereldkampioenschappen van 2005 bereikte hij eveneens de halve finale in dezelfde discipline, waar hij de finale of zestien honderdsten miste.

### Eerste grote successen
In 2006 behaalde Willis zijn eerste grote successen. Bij een Golden League wedstrijd in Parijs verbeterde hij het nationale record op de 1500 m, dat tot dusver al 32 jaar op naam stond van John Walker. Hij won in dat jaar ook zijn eerste grote toernooi, namelijk de Gemenebestspelen van 2006, waar hij de 1500 m volbracht in 3.38,49.
In 2007 bij de wereldkampioenschappen in Osaka bereikte Willis voor het eerst de WK-finale van de 1500 m. Hij werd daarin uiteindelijk tiende in 3.36,13. Een jaar later, bij de Olympische Spelen, bereikte Willis weer de finale. Uiteindelijk wist hij toen in de eindsprint derde te worden. Later werd dat een tweede plek, omdat de nummer één, Rashid Ramzi, werd gediskwalificeerd wegens dopinggebruik. Willis sloot zijn outdoorseizoen af met de Fifth Avenue Mile, die hij nipt won in een tijd van 3.50,5.

### Comeback na blessure
De laatste jaren waren minder succesvol voor Willis. Net voor de start van het outdoorseizoen van 2009 werd duidelijk, dat hij een zware blessure had aan zijn heupgewricht, die meteen het einde betekende van het seizoen. In 2010 maakte Willis zijn comeback bij onder andere de Fifth Avenue Mile en de Gemenebestspelen. Hij werd daar respectievelijk vijfde en derde. Tijdens de wereldkampioenschappen in 2011 wist Nick Willis in de finale te komen. Ondanks dat hij de eerste 800 meter in koppositie liep, kwam hij tekort op de laatste 300 meter van de race. Hierdoor eindigde hij uiteindelijk op een teleurstellende laatste plaats.
Op de Olympische Zomerspelen 2012 in Londen eindigde hij op een 9e plaats met een tijd van 3.36,94. Een jaar later bereikte Willis de finale niet. Tijdens de wereldkampioenschappen in Moskou werd Willis zevende in zijn halve finale in 3.43,80. Op de Olympische Zomerspelen 2016 in Rio de Janeiro was hij wel succesvol en veroverde hij een bronzen medaille met een tijd van 3.50,24.

## Titels
- Gemenebestkampioen 1500 m - 2006
- NCAA-indoorkampioen 1 Eng. mijl - 2005
- Nieuw-Zeelands kampioen 1500 m - 2006, 2008
- Nieuw-Zeelands kampioen 3000 m - 2010, 2013
- Nieuw-Zeelands kampioen 5000 m - 2011, 2012

## Persoonlijke records
Outdoor
| Onderdeel   | Prestatie           | Datum            | Plaats         |
| ----------- | ------------------- | ---------------- | -------------- |
| 800 m       | 1.45,54             | 31 juli 2004     | Heusden-Zolder |
| 1000 m      | 2.16,58             | 20 augustus 2012 | Linz           |
| 1500 m      | 3.29,66 (ex-AR, NR) | 17 juli 2015     | Monaco         |
| 1 Eng. mijl | 3.49,83             | 11 juni 2014     | Oslo           |
| 3000 m      | 7.36,91 (NR)        | 17 juni 2014     | Ostrava        |
| 5000 m      | 13.20,33            | 15 mei 2014      | Los Angeles    |

Indoor
| Onderdeel   | Prestatie    | Datum            | Plaats     |
| ----------- | ------------ | ---------------- | ---------- |
| 1500 m      | 3.35,80 (NR) | 20 februari 2010 | Birmingham |
| 1 Eng. mijl | 3.51,06      | 20 februari 2016 | New York   |
| 3000 m      | 7.44,90      | 31 januari 2004  | Boston     |

## Palmares

### 800 m
- 2008: DNS OS

### 1500 m
- 2002: 4e WK U20 - 3.42,69
- 2004: 15e OS - 3.41,46
- 2005: 17e WK - 3.40,87
- 2006:  Nieuw-Zeelandse kamp.
- 2006:  Gemenebestspelen - 3.38,49
- 2007: 10e WK - 3.36,13
- 2008:  Nw-Z. kamp.
- 2008:  OS - 3.34,16 (na DQ Rashid Ramzi)
- 2010:  Gemenebestspelen - 3.38,49
- 2011: 12e WK - 3.38,69
- 2012: 9e OS - 3.35,13
- 2013: 7e in ½ fin. WK - 3.43,80
- 2016:  WK indoor - 3.44,37
- 2016:  OS - 3.50,24
- 2017: 8e WK - 3.36,82

### 1 Eng. mijl
- 2005:  NCAA indoor

### 3000 m
- 2004:  NCAA

### 5000 m
- 2005  NCAA
- 2011  Nw-Z. kamp. - 14.32,32

### korte cross
- 2003: 90e WK - 12.24
- 2004: 42e WK - 12.23

### Golden en Diamond League podiumplaatsen
- 2008:  1500 m Memorial Van Damme – 3.36,23
- 2011:  1500 m Adidas Grand Prix – 3.36,46
- 2011:  1500 m DN Galan – 3.34,49
- 2012:  1500 m Herculis – 3.30,35
- 2014:  1 Eng. mijl Bislett Games – 3.49,83
- 2015:  5000 m Adidas Grand Prix – 13.29,78
- 2016:  1500 m Birmingham Grand Prix – 3.34,29

- World Athletics: 14215936
- Virtual International Authority File: 9202154260760324480003